# Matadorverken

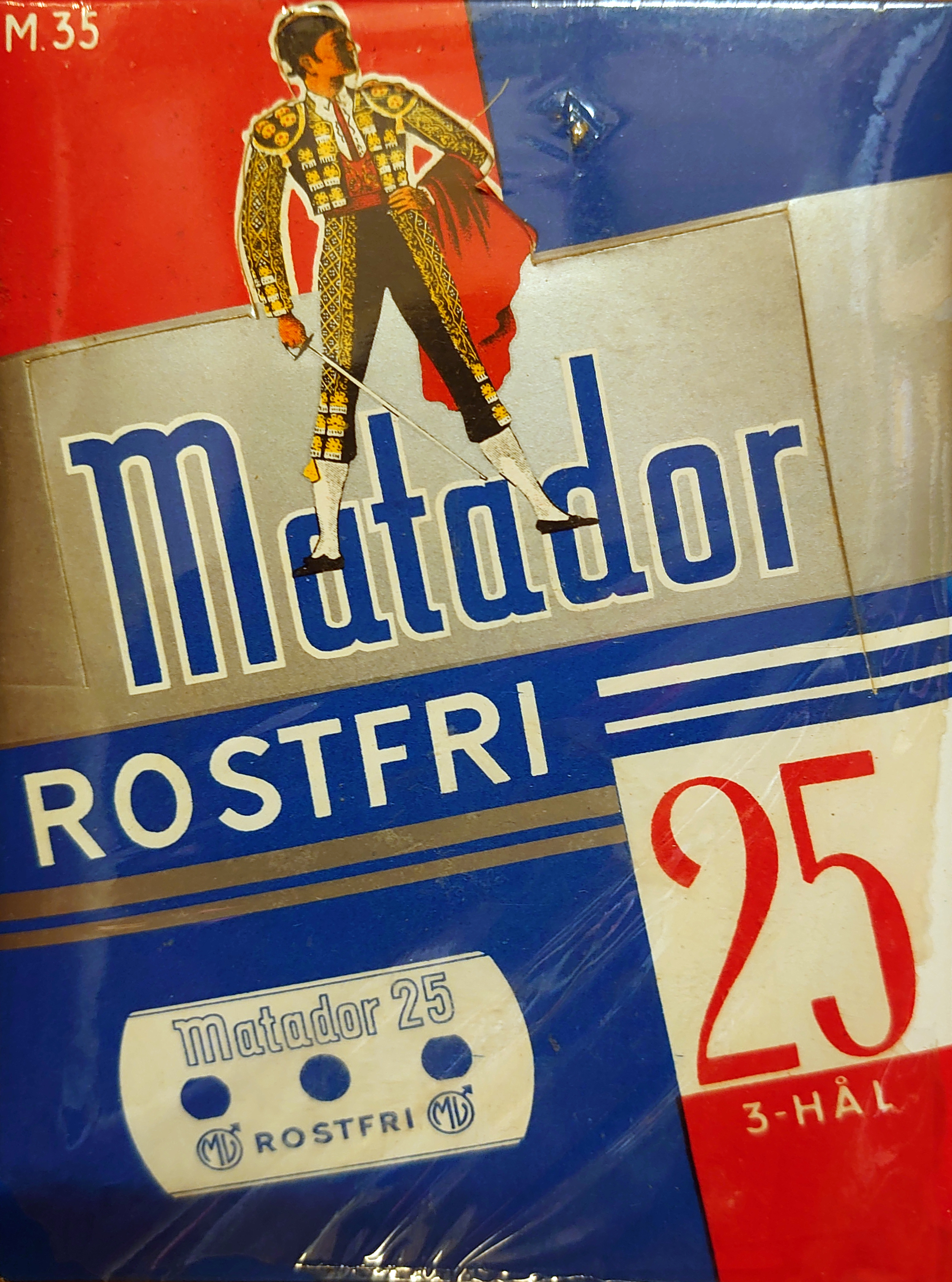
Matadorverken, förpackning med rakblad i rostfritt stål

AB Matadorverken var ett företag som tillverkade rakblad. Verksamhet startade 1927 i Halmstad som en underavdelning till AB Halmstads Spik- och Trådverkstad.
Disponent Carl Åslund startade produktionen och var verksam i företaget fram till sin död 1957.
Installationen av maskinparken påbörjades 1927 och året därpå började tillverkningen i en gammal degelfabrik på Södra vägen på Söder i Halmstad, där verksamheten blev kvar fram till nedläggningen 1977.
Det första rakbladet som tillverkades hette Matador och varumärket registrerades först i Sverige 1929 och senare samma år även i England.
Företaget ombildades 1930 till AB Matadorverken och 1931 blev Åslund ägare till företaget.
Matadorverken tillverkade rakblad både under eget varumärke och rakblad försedda med kundernas egna namn. Företaget jobbade mycket aktivt med reklam och deltog tidigt på mässor. Redan 1929 medverkade man på Halmstadsutställningen och de följande åren deltog man bland annat på Svenska Mässan och Skånemässan.
Verksamheten växte och under 1950-talet marknadsförde företaget sig som ”Matadorverken – Sveriges största rakbladsfabrik”, vilket troligen var helt sant då man under en tid tillverkade 100 miljoner rakblad. Merparten av dessa såldes på den svenska marknaden men en stor del gick också på export.
När Åslund dog 1957 visade ett amerikanskt bolag intresse för att köpa företaget och den 1 januari 1959 köptes företaget av den amerikanska koncernen Eversharp Inc. Produktionen av rakblad fortsatte på fabriken i Halmstad men i november 1963 bytte företaget namn till Eversharp Sweden AB och därmed försvann varumärket Matador från marknaden.
Produktionen av rakblad fortsatte i fabrikslokalerna på Södra Vägen i Halmstad, nu under varumärket Eversharp Schick, och med rationaliseringar uppgick årsproduktionen till 250 miljoner rakblad. Ytterligare rationaliseringar ledde dock till att produktionen flyttades till en holländsk fabrik och 1977 lades fabriken i Halmstad ner.